# Polityka cen transferowych
Zasugerowano, aby zintegrować ten artykuł z artykułem Cena transferowa. Nie opisano powodu propozycji integracji.
Polityka cen transferowych – metoda optymalizacji podatkowej drogą obchodzenia podatków wykorzystująca różnice w opodatkowaniu w różnych krajach. Ceny transferowe są to ceny stosowane przy przepływie towarów i usług w ramach grupy finansowej. Dla przykładu, jeśli przedsiębiorstwo macierzyste sprzedaje półfabrykat (lub prawo do korzystania z patentu) zagranicznej jednostce zależnej mieszczącej się w kraju, gdzie podatki są niższe, to ustali niższą cenę na transfer, aby obniżyć swoje zyski (opodatkowane według wyższej stopy), a zwiększyć zyski spółki-córki (opodatkowane według niższej stopy za granicą), minimalizując w ten sposób swoje zobowiązania podatkowe.
Ceny transferowe są porozumieniem między administracją podatkową a przedsiębiorstwem lub grupą przedsiębiorstw powiązanych. Stroną takiego porozumienia jest zawsze minister finansów.
W ordynacji podatkowej poświęcono im nowy dział IIa „Porozumienia w sprawach ustalenia cen transakcyjnych”. Przepisy obowiązują od 1 stycznia 2006 roku. Od tego samego dnia obowiązują związane z tą innowacją, dostosowawcze zmiany w następujących ustawach: z 1991 r. o podatku dochodowym od osób fizycznych; z 1992 r. o podatku dochodowym od osób prawnych; z 1998 r. o ryczałtowanym podatku dochodowym od niektórych przychodów osiąganych przez osoby fizyczne; z 2004 r. o podatku od towarów i usług; z 2004 r. o swobodzie działalności gospodarczej (zastąpiona 30 kwietnia 2018 r. ustawą z dnia 6 marca 2018 r. – Prawo przedsiębiorców).
Porozumienie o prawidłowości wyboru metody są w istocie szczególnym rodzajem płatnych wiążących interpretacji podatkowych. Chodzi oto, że ustalenie m.in. cen niższych/wyższych od rynkowych może być uznane za służące przerzucaniu dochodu/kosztów na powiązaną spółkę w celu uniknięcia płacenia podatku. Taka praktyka jest zagrożona sankcją podatkową w postaci ustalenia w drodze oszacowania dochodu/kosztów takiego, jakiego należałoby oczekiwać, gdyby powiązania nie istniały.
Uzyskanie oficjalnej akceptacji metody ustalania ceny między spółkami powiązanymi uchroni je od tego niebezpieczeństwa. Taka pewność jest szczególnie ważna dla przedsiębiorstw międzynarodowych, które zamierzają inwestować w Polsce lub przedsiębiorstw polskich zamierzających optymalizować obciążenie podatkowe za pomocą jednostek off shore.
Zaakceptowanie przez organ podatkowy przedstawionego sposobu ustalania cen transakcyjnych między przedsiębiorstwami powiązanymi będzie wymagało pogłębionej analizy prawnej i ekonomicznej, a co za tym idzie – wiedzy i czasu. Dlatego inaczej niż wiążące interpretacje prawa podatkowego w sprawach indywidualnych, wydawane na podstawie art. 14 ordynacji podatkowej, zainteresowanych takim porozumieniem obciążą dość wysokie opłaty, zależne od rodzaju porozumienia. Dłuższe są też terminy na wydanie decyzji w sprawie porozumień.
Podstawowe możliwości podmiotów biorących udziału w polityce cen transferowych: podmioty krajowe, zagraniczne i powiązane.
To, czy dany podmiot jest krajowy czy zagraniczny, ustalane jest wedle ustaw o podatkach dochodowych – od osób fizycznych i od osób prawnych. Tak więc podmiotami krajowymi są te osoby prawne, których siedziba lub zarząd znajduje się na terytorium Rzeczypospolitej Polskiej, i osoby fizyczne, które tu mają miejsce zamieszkania. Zagraniczne zaś to te, które odpowiednio miejsce zamieszkania lub siedzibę (zarząd) mają za granicą.
Także to, czy dane przedsiębiorstwa można uznać za powiązane, rozstrzygają odpowiednio ustawy o podatku dochodowym od osób prawnych i o podatku dochodowym od osób fizycznych. Chodzi o przepisy dotyczące tzw. cen transferowych, czyli zapobiegające unikaniu opodatkowania lub zmniejszaniu podatku przez podmioty powiązane w wyniku ustalania warunków transakcyjnych, jakich nie ustaliłyby podmioty niezależne.
Według tych przepisów przedsiębiorstwa są powiązane, jeśli jedno bierze udział bezpośrednio lub pośrednio w zarządzaniu przedsiębiorstwem drugiego i w jego kontroli lub posiada w nim udział. Powiązania występują również wówczas, gdy te same osoby fizyczne albo prawne równocześnie bezpośrednio lub pośrednio uczestniczą w zarządzaniu przedsiębiorstwami zagranicznymi lub krajowymi albo posiadają udział w ich kapitale. Posiadanie udziału w kapitale oznacza sytuację, w której dany podmiot ma – bezpośrednio lub pośrednio – udział w kapitale drugiego nie mniejszy niż 5%.
Porozumienie w sprawie polityki cen transferowych może być: jednostronne, dwustronne i wielostronne.
Przedmiotem porozumienia jest prawidłowość wyboru i stosowania metody ustalania cen transakcyjnych między przedsiębiorstwami powiązanymi. W nowych przepisach wyróżnia się porozumienia jednostronne, dwustronne i wielostronne.
Porozumienia jednostronne dotyczą trzech sytuacji:
- gdy transakcje są lub będą zawierane wyłącznie między powiązanymi pomiotami krajowymi;
- gdy są lub będą zawierane między podmiotem krajowym i zagranicznym;
- gdy są lub będą zawierane między podmiotem krajowym powiązanym z podmiotem zagranicznym a innymi podmiotami krajowymi powiązanymi z tym samym podmiotem zagranicznym.

Porozumienie jest dwustronne, jeśli jest zawierane na wniosek przedsiębiorstwa krajowego po uzyskaniu na jego zawarcie zgody władzy podatkowej właściwej dla zagranicznego przedsiębiorstwa z nim powiązanego.
Porozumienie jest wielostronne, jeśli dotyczy przedsiębiorstw zagranicznych z więcej niż jednego państwa, a jego zawarcie wymaga zgody władz podatkowych właściwych dla tych przedsiębiorstw. O taką zgodę będzie występował minister finansów. W razie odmowy zgody albo uzasadnionego prawdopodobieństwa jej niewyrażenia musi poinformować o tym wnioskodawcę. Ten zaś może w ciągu 30 dni wniosek wycofać (za zwrotem połowy opłaty) albo odpowiednio go zmodyfikować. Wnioskodawca może też zaakceptować porozumienie z wyłączeniem zagranicznych przedsiębiorstw powiązanych, których dotyczy brak zgody ich władzy podatkowej.
Porozumienie może dotyczyć transakcji przyszłych, a także tych, które zaczęto realizować przed złożeniem wniosku o zawarcie porozumienia. Przedsiębiorstwo występujące z takim wnioskiem musi przedstawić propozycję stosowania metody ustalania ceny transakcyjnej, a także dostarczyć licznych informacji potrzebnych do jej oceny i wyrazić zgodę na udzielanie niezbędnych wyjaśnień. Wniosek ma zawierać m.in. wskazanie zasad kalkulacji ceny, prognoz finansowych, na których opiera się kalkulacja tej ceny, dane dotyczące sytuacji gospodarczej w branży oraz operacji gospodarczych między przedsiębiorstwami niepowiązanymi, informacje o strukturze organizacyjnej i kapitałowej przedsiębiorstwa będącego wnioskodawcą i przedsiębiorstw z nim powiązanych oraz opis stosowanych przez podmioty powiązane zasad rachunkowości finansowej. Wnioskodawca proponuje też czas obowiązywania porozumienia i przedstawia wykaz podmiotów powiązanych, które mają dokonywać transakcji.
Przygotowanie takiej dokumentacji wymaga sporo wysiłku i trzeba liczyć się z dużymi kosztami. Dlatego przepisy dają zainteresowanemu porozumieniem prawo zwrócenia się do ministra finansów o wyjaśnienie wszelkich wątpliwości, a zwłaszcza celowości zawarcia porozumienia, zakresu informacji, przypuszczalnego terminu zawarcia porozumienia i okresu jego trwania.
Minister może zażądać od wnioskodawcy dokumentów i wyjaśnień niezbędnych do podjęcia decyzji. Nowe przepisy dopuszczają możliwość organizowania przez ministra spotkań uzgodnieniowych w celu wyjaśnienia wątpliwości. Z takiego spotkania będzie się sporządzało protokół. Dodatkowo jego przebieg może być zapisany na aparaturze rejestrującej obraz i dźwięk lub na nośnikach elektronicznych.
Do czasu wydania decyzji w sprawie porozumienia przedsiębiorca może zmieniać propozycje dotyczące wyboru i metody ustalania ceny transakcyjnej. Jeśli jego propozycje minister uzna za nie do przyjęcia, powinien zaproponować inną metodę. Wnioskodawca będzie miał na ustosunkowanie się do niej 30 dni.
Procedurę kończy wydanie decyzji w sprawie porozumienia. Będzie ona doręczana także podmiotom powiązanym z wnioskodawcą, naczelnikom urzędów skarbowych i dyrektorom urzędów kontroli skarbowej właściwym dla nich, a w wypadku porozumień wielostronnych i jednostronnych – także odpowiednim zagranicznym władzom podatkowym. Zaakceptowana w niej metoda ustalania ceny transakcyjnej będzie wiązać zarówno wnioskodawcę i przedsiębiorstwa z nim powiązane, jak i całą administrację skarbową.
Forma decyzji oznacza, że wnioskodawca może się od niej odwołać. W sprawach nieunormowanych odrębnie, np. doręczeń, odwołań, dowodów, udostępniania akt w odniesieniu do porozumień cenowych, będzie się stosowało przepisy działu IV ordynacji „Postępowanie podatkowe”.
Nowe przepisy dają ministerstwu sporo czasu na wydanie decyzji. Przy porozumieniu jednostronnym ma ją podjąć nie później niż w ciągu 6 miesięcy, dwustronnym – nie później niż w ciągu roku, a wielostronnym – 18 miesięcy od wpłynięcia wniosku (w wypadku porozumień dwustronnych i wielostronnych minister musi uzgodnić interpretację z władzą czy władzami podatkowymi państw obcych).
Porozumienia mają obowiązywać nie dłużej niż 3 lata, ale z możliwością przedłużenia go na kolejne 3 lata. W razie zmiany sytuacji gospodarczej, powodującej nieadekwatność (ale tylko rażącą) wyboru i stosowania przyjętej metody ustalania ceny transakcyjnej, decyzja w sprawie porozumienia może być zmieniona z urzędu, czyli z inicjatywy ministra finansów, albo na wniosek strony. Jeśli wnioskodawca chce zmiany metody, minister będzie miał na podjęcie decyzji 2 miesiące, a w razie żądania uchylenia porozumienia – miesiąc.
Podatkowa pewność, jaką daje porozumienie, kosztuje w wypadku porozumienia jednostronnego dotyczącego wyłącznie podmiotów krajowych nie mniej niż 5 tys. zł i nie więcej niż 50 tys. zł, a jednostronnego dotyczącego podmiotu zagranicznego – nie mniej niż 20 tys. zł i nie więcej niż 100 tys. złotych. Od wniosku o zawarcie porozumienia dwustronnego albo wielostronnego minister może wyznaczyć opłatę mieszczącą się w przedziale 50 tys. – 200 tys. zł. W razie stwierdzenia, że wartość transakcji będącej przedmiotem porozumienia została we wniosku zaniżona, minister może ustalić we wskazanych granicach opłatę uzupełniającą. Opłata musi zostać wniesiona w terminie 7 dni od dnia złożenia wniosku.
Wnioskodawcę obciążają koszty postępowania związanego z zawarciem porozumienia: wynagrodzeń należnych biegłymi tłumaczom, a więc koszty ekspertyz, podróży i inne należności przysługujące biegłym, tłumaczom i świadkom. Jest to odstępstwo od zasady, że koszty postępowania przed organami podatkowymi ponosi (z nielicznymi odstępstwami) skarb państwa, a gdy chodzi o tzw. podatki samorządowe – gmina.
Informacje uzyskane w toku postępowania dotyczącego zawarcia porozumień cenowych są objęte szczególną ochroną tajemnicy skarbowej, ale szeroko dostępne. Podczas tego postępowania dostęp do informacji przekazanych przez przedsiębiorców na jego potrzeby będzie miał pracownik ministerstwa załatwiający tę sprawę, jego bezpośredni przełożony oraz minister finansów (nowy art. 295a).
Akta tych spraw są chronione w szczególny sposób, tak jak akta spraw zawierające informacje objęte tajemnicą bankową. Są one udostępniane naczelnikom urzędów skarbowych oraz co najmniej urzędnikom organów kontroli skarbowej, którzy mogą uzyskać dostęp do akt zawierających informacje z banków (wskazane w art. 182 ordynacji) w związku z postępowaniem podatkowym, postępowaniem kontrolnym oraz postępowaniem w sprawach przestępstw i wykroczeń skarbowych.
Przekroczenie łącznej kwoty wymagalnych w danym roku podatkowym świadczeń powoduje obowiązek sporządzenia dodatkowej dokumentacji podatkowej.
Dotyczy to nie tylko podmiotów powiązanych, ale również kontrahentów dokonujących płatności podmiotom posiadającym miejsce zamieszkania albo siedzibę w kraju stosującym szkodliwą politykę podatkową.
```
Podmioty powiązane 
Zapłata do kraju stosującego
                                                                   szkodliwą politykę podatkową
za usługi, sprzedaż, udostępnienie
wartości niematerialnych i prawnych Pozwolenie
```

```
30'000 € (dla pozostałych kwota 50'000 €) 20'000 €
```

Limit obejmuje kwoty wymagalne wynikające z jednej transakcji/umowy w danym roku podatkowym (np. przy sprzedaży będzie to zazwyczaj jedna płatność w całości, a przy najmie 12 czynszów za dany rok wynikających z jednej umowy).
Podatnik ma obowiązek sporządzenia odpowiedniej dokumentacji dla takich transakcji. Termin jest dowolny, jednak podatnik ma obowiązek przedstawienia takiej dokumentacji w terminie 7 dni od dnia doręczenia żądania przedstawienia takiej dokumentacji organowi podatkowemu.
Dokumentacja taka powinna zawierać:
- określenie funkcji, jakie spełniać będą podmioty uczestniczące w transakcji (uwzględniając użyte aktywa i podejmowane ryzyko);
- określenie wszystkich przewidywanych kosztów związanych z transakcją oraz formę i termin zapłaty;
- metodę i sposób kalkulacji zysków oraz określenie ceny przedmiotu transakcji;
- określenie strategii gospodarczej oraz innych działań w jej ramach – w przypadku gdy na wartość transakcji miała wpływ strategia przyjęta przez podmiot;
- wskazanie innych czynników – w przypadku gdy w celu określenia wartości przedmiotu transakcji przez podmioty uczestniczące w transakcji uwzględnione zostały te inne czynniki;
- określenie oczekiwanych przez podmiot obowiązany do sporządzenia dokumentacji korzyści związanych z uzyskaniem świadczeń – w przypadku umów dotyczących świadczeń (w tym usług) o charakterze niematerialnym.

Dokumentacja może zawierać również inne dokumenty, zestawienia ofert itp., które to dokumenty wykażą rynkowy charakter warunków ustalonych przez strony.